# Oprogramowanie narzędziowe
Oprogramowanie narzędziowe,  program narzędziowy – rodzaj oprogramowania, które wspomaga zarządzanie zasobami sprzętowymi poprzez dogodne interfejsy użytkowe oraz modyfikuje i usprawnia oprogramowanie systemowe.